# فاريل (بنسلفانيا)
فاريل (بالإنجليزية: Farrell, Pennsylvania)‏ هي مدينة تقع في مقاطعة ميرسر (بنسلفانيا) بولاية بنسلفانيا في الولايات المتحدة. تبلغ مساحة هذه المدينة 6 (كم²)، بلغ عدد سكانها 5111 نسمة في عام 2010 حسب إحصاء مكتب تعداد الولايات المتحدة.

## الموقع الجغرافي
الموقع الجغرافي للمناطق المحيطة بهذه النقطة هو كالتالي:

## أعلام
- راندي كرودر
- مارك إل. ماركس
- مايك آدامز
- ديوك ميتشيل

## وصلات خارجية
- The US50 - Cities and Towns in Pennsylvania State